# Carantaba
Carantaba – wieś w Gwinei Bissau, w regionie Gabú.